# Giovanni Grosoli
Il conte Giovanni Grosoli Pironi (Carpi, 20 agosto 1859 – Assisi, 20 febbraio 1937) è stato un imprenditore e politico italiano, protagonista del movimento cattolico nazionale.

## Biografia
Giovanni Grosoli Pironi nasce a Carpi il 20 agosto 1859 in una famiglia nobile e facoltosa. Il padre, l'avvocato Giuseppe, di origine ebraica, si converte al Cristianesimo e diventa un cattolico impegnato. La madre, Livia Pironi, è proprietaria di numerosi terreni nella provincia di Ferrara. Quando Giovanni è ancora bambino la famiglia si trasferisce nel capoluogo. Qui riceve un'educazione umanistica (si appassione alla filosofia tomista) e fa le sue prime esperienze caritatevoli. Fin dall'età di 18 anni (1877) promuove varie iniziative: dalla conferenza di San Vincenzo alle scuole serali; dalle biblioteche popolari ai catechismi.
Nel 1882 decide di recarsi a Roma per ricevere un aiuto nello scoprire la propria vocazione. Conosce Papa Leone XIII, al quale rimarrà sempre legato. Decide di mantenere lo stato di celibe e di consacrarsi come laico (nei francescani) impegnato nell'apostolato cattolico e nell'aiuto ai bisognosi.
Grosoli si impegna su diversi fronti:
- nel 1882 fonda l'Opera del Patronato, per assistere la gioventù operaia della città;
- dal 1891 al 1892 è presidente del Comitato regionale romagnolo[2] dell'Azione cattolica (rieletto nel 1896, manterrà tale carica fino all'ottobre 1902);
- nel 1895 promuove la pubblicazione del settimanale La Domenica dell'Operaio. L'anno seguente partecipa alla fondazione del quotidiano cattolico «L'Avvenire» (poi «L'Avvenire d'Italia») a Bologna, assumendo la carica di presidente della società editrice[3];
- nel 1896 partecipa all'apertura della sede ferrarese del neonato Credito Romagnolo[4]. La banca infrange il monopolio delle banche popolari. Inoltre sostiene la partecipazione dei cattolici alle elezioni amministrative. Nel 1899 Grosoli stesso entra nel consiglio comunale di Ferrara. Vi rimarrà ininterrottamente fino al 1926. Siederà anche nel consiglio provinciale dal 1902 al 1914;
- nell'ottobre 1902 viene eletto presidente dell'Opera dei Congressi, la principale organizzazione di laici cattolici in Italia.

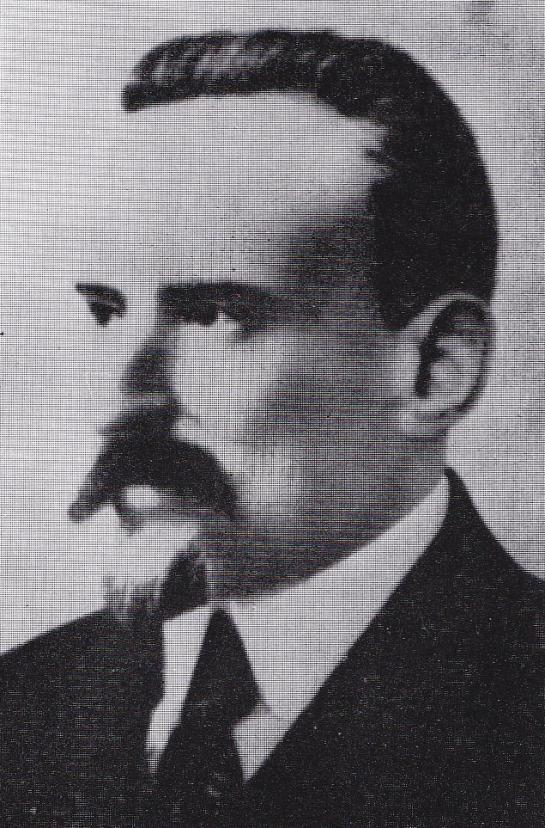
Giovanni Grosoli (1900 circa).

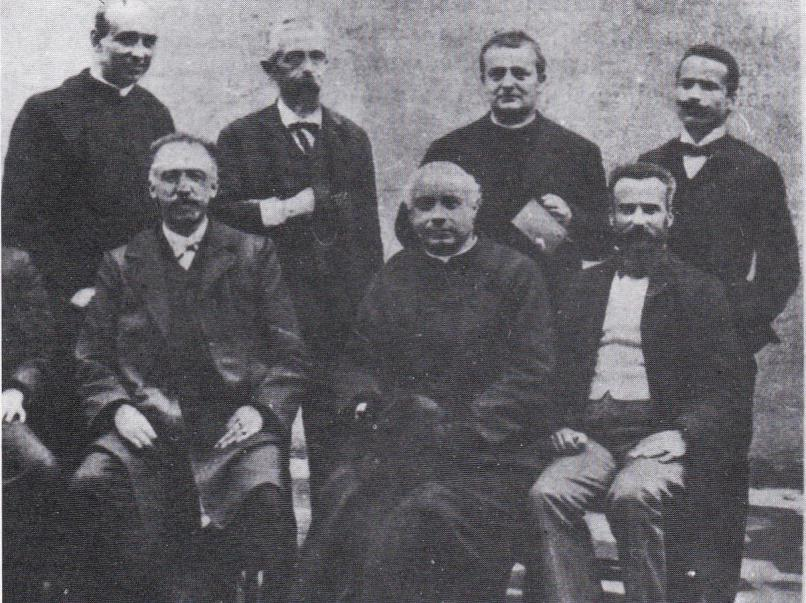
La presidenza del II gruppo generale dell'Opera dei Congressi. Seduti da sinistra: Stanislao Medolago Albani, Giorgio Gusmini e Giovanni Grosoli. In piedi: G. Daelli, Giuseppe Toniolo, G. Faraoni e Archimede Pasquinelli.

Nel 1903 muore Leone XIII e sale al soglio pontificio Papa Pio X (1903-1914), il quale non ripone in Grosoli la stessa grande fiducia del predecessore. All'interno dell'Opera dei Congressi, Grosoli cerca di mediare tra le due componenti principali (che corrispondono alle due anime del cattolicesimo italiano dell'epoca): quella intransigente (che ha sempre espresso il presidente dell'organizzazione) e quella democratico-cristiana, impersonata da don Romolo Murri, di cui mostra di condividere alcune posizioni. Ma il suo tentativo fallisce e Grosoli è costretto alle dimissioni per essere stato messo in minoranza (luglio 1904). Emergono così le profonde rivalità già esistenti in seno al movimento. Non considerandole sanabili,  Pio X dichiara conclusa l'esperienza dell'Opera dei Congressi entro la fine dello stesso mese. L'attività missionaria di Grosoli prosegue a Ferrara: trasforma il palazzo di famiglia in una Casa del Popolo dove sono ospitate le varie forme dell'associazionismo cattolico.
Il campo in cui Grosoli si distingue maggiormente fu l'organizzazione nazionale della stampa e delle banche cattoliche. Grosoli è azionista di vari istituti finanziari, tra cui il Credito Romagnolo, il Credito Nazionale (banca di vertice del sistema bancario cattolico) e il Banco di Roma.
Nel 1907 concepisce la creazione di un consorzio di giornali cattolici di qualità, di costo medio-elevato e di elevata tiratura, in grado di fare concorrenza alla stampa liberale. Con l'aiuto di alcune banche cattoliche (tra cui il Banco di Roma), il 31 marzo 1910 fonda nella capitale la Società Editrice Romana (S.E.R.). Fanno capo alla società editrice i quotidiani: Il Corriere d'Italia (1906-1929) di Roma e L'Avvenire d'Italia (1896-1968) di Bologna (di cui è diventato presidente del Consiglio d'amministrazione). Successivamente entrano L'Italia (1912-1968) di Milano, il Momento (1903-1929) di Torino (1912), il Messaggero Toscano di Pisa (1913) e Il Corriere di Sicilia di Palermo. I capitali investiti sono notevoli: per ogni testata si stabiliscono servizi di corrispondenza, telefoni e telegrafi e si effettua l'ammodernamento degli stabilimenti.
L'idea di Grosoli incontra più oppositori che estimatori: viene accusato di aver creato un trust, cioè una concentrazione di testate che limita di fatto la libertà di espressione dei cattolici. Presto la sua opera va incontro a una sorda opposizione, che tenta di screditarlo. Nel 1911 il consorzio appoggia la guerra italiana contro l'Impero turco per la Libia. Nel 1912 la Santa Sede fa pubblicare sull'Osservatore Romano un'Avvertenza (indirizzata ai vescovi) nella quale i suoi giornali sono definiti "non conformi alle direttive pontificie e alle norme della Lettera di Sua Santità all'Episcopato Lombardo in data 1º luglio 1911". È un colpo mortale all'iniziativa di Grosoli, che perde il favore dei lettori: le copie vendute dai suoi giornali calano sensibilmente.
Con l'avvento del nuovo pontefice, Benedetto XV (settembre 1914), Grosoli viene chiamato a formare la nuova Giunta direttiva dell'Azione Cattolica e la sua attività editoriale trova maggiore accoglimento. Tuttavia nel 1916, di fronte a passività troppo elevate, viene decisa la liquidazione della S.E.R., sostituita dalla "Unione Editoriale Italiana". Grosoli ci rimette parte del patrimonio personale. Il 30 settembre 1918 viene chiusa anche l'U.E.I.
Nel 1919 Grosoli viene nominato vice presidente del potente Banco di Roma; manterrà la carica fino al 1923. Nello stesso 1919 nasce il Partito Popolare di don Luigi Sturzo; il 18 gennaio Grosoli è presente all'albergo Santa Chiara di Roma, dove la Commissione provvisoria del neonato partito diffonde il celebre Appello del sacerdote siciliano a tutti gli uomini liberi e forti. Nel 1920 viene nominato senatore, su indicazione di Giovanni Giolitti. Ma dopo la Marcia su Roma le posizioni di Sturzo e di Grosoli cominciano a divergere. Per Grosoli è prioritario fermare sia i socialisti che i neonati (Livorno 1921) comunisti, egli perciò non condanna il movimento fascista. La rottura avviene il 28 luglio 1923.
Il 12 agosto 1924 viene fondato a Bologna il Centro Nazionale Italiano, nel quale confluiscono i dissidenti del PPI e, in generale, i cattolici favorevoli alla collaborazione con il fascismo. Nello Statuto si legge che l'associazione si rivolge a "quei cittadini italiani che sono compresi della necessità nazionale di tener fede alla tradizione cattolica". Grosoli ne è fin dall'inizio il capo riconosciuto. L'associazione svolge attività fino al 1930, quando viene sciolta, anche in seguito all'avvenuta stipula dei Patti Lateranensi del 1929.
Il 1929 è l'annus horribilis per le finanze di Grosoli: a causa dell'improvviso rovescio finanziario di alcune banche cattoliche, perde quasi tutto il suo patrimonio. Decide quindi di votarsi alla vita contemplativa ritirandosi ad Assisi, città del santo fondatore dell'Ordine cui appartiene (come laico), presso l'orfanotrofio delle Suore Stimmatine.
Qui lo coglie la morte, avvenuta nel 1937.

## Onorificenze
Papa Leone XIII, per i servigi resi alla Chiesa, conferì quattro onorificenze a Giovanni Grosoli. Le due principali:
Inoltre Leone XIII insignì Grosoli dei titoli di cameriere segreto di cappa e spada di Sua Santità (1886) e di Conte romano (1896).